# Eugene Bolden
Eugene Thomas Bolden (* 23. Juli 1899 in Memphis; † 6. September 1991 in St. Louis) war ein US-amerikanischer Schwimmer.

## Karriere
Bolden gewann 1920 die Meisterschaft über eine Meile der Amateur Athletic Union und qualifizierte sich somit für die Olympischen Spiele in Antwerpen im selben Jahr. Hier erreichte er im Wettbewerb über 1500 m Freistil den fünften Rang.
Neben dem Schwimmsport war der US-Amerikaner für die United States Navy tätig.